# Adolf Fredriks kadettkår
Adolf Fredriks kadettkår var en svensk kadettkår i Stockholm för adliga ynglingar, bildad 1748 av dåvarande arvprins Adolf Fredrik. Den upplöstes 1756 på grund av brist på medel för dess underhåll. Kåren använde lokaler i Petersenska huset.